# Faustball-Weltmeisterschaft 2019/Vereinigte Staaten
Dieser Artikel behandelt die Faustballnationalmannschaft der Vereinigten Staaten der Männer bei der Faustball-Weltmeisterschaft 2019 in der Schweiz. In  Winterthur nimmt der Verband zum fünften Mal an einer Faustball-Weltmeisterschaft der Männer teil. Bei der WM 2015 belegte die USA vier Jahre zuvor Platz acht.

## Kader
Zehn Spieler aus insgesamt sechs Vereinen wurden für die Weltmeisterschaft 2019 nominiert. Das Renegades Fistball Team stellt mit drei Aktiven die meisten Spieler im Team ab.
| Nr.            | Name              | Verein                     | WM      | Erfolge |         |         |         |
| Angriff        | Angriff           | Angriff                    | Angriff | Angriff | Angriff | Angriff | Angriff |
| -------------- | ----------------- | -------------------------- | ------- | ------- | ------- | ------- | ------- |
| 1              | Kyle Ejsmont      | Phoenix Fistball Club      |         |         |         |         |         |
| 2              | Mathew Henrichs   | Rampage Fistball Club      |         |         |         |         |         |
| 3              | Eric Kindler      | Rampage Fistball Club      |         |         |         |         |         |
| 4              | Mat Ogin          | Swim & Sport Club          |         |         |         |         |         |
| 5              | Todd Strassberger | South Jersey Fistball Club |         |         |         |         |         |
| Abwehr/Zuspiel |                   |                            |         |         |         |         |         |
| 6              | Cory Dahn         | Swim & Sport Club          |         |         |         |         |         |
| 7              | Steve Kucera      | Renegades Fistball Team    |         |         |         |         |         |
| 8              | Keith Schweda     | Renegades Fistball Team    |         |         |         |         |         |
| 9              | Jack Stern        | Milwaukee Fistball Club    |         |         |         |         |         |
| 10             | Patrick White     | Renegades Fistball Team    |         |         |         |         |         |

### Trainerstab
| Name            | Funktion        |
| --------------- | --------------- |
| Ron Jesswein    | Nationaltrainer |
| Aaron Wenninger | Co-Trainer      |

## Turnier

### Vorrunde
Bei der Festlegung der Gruppen wurde die Faustballnationalmannschaft der Vereinigten Staaten einer Gruppe mit Gastgeber Schweiz, Brasilien und Chile zugeordnet. Alle Gruppenspiele finden in Winterthur statt.
| Pl. | Team      | Sp. | Sätze | Ballverh. | Pkt. |
| --- | --------- | --- | ----- | --------- | ---- |
| 1   | Schweiz   | 0   | 0:0   | 0:0       | 0    |
| 2   | Brasilien | 0   | 0:0   | 0:0       | 0    |
| 3   | Chile     | 0   | 0:0   | 0:0       | 0    |
| 4   | USA       | 0   | 0:0   | 0:0       | 0    |

- So., 11. August 2019 in Winterthur

 USA –  Brasilien
- Mo., 12. August 2019 in Winterthur

 USA –  Schweiz
- Di., 13. August 2019 in Winterthur

 USA –  Chile